# Vesla Vetlesen
Vesla Vetlesen (właśc. Gunvor Vetlesen zd. Hansen, ur. 19 października 1930 w Farsundzie, zm. 21 sierpnia 2024) – norweska działaczka społeczna, pisarka i polityczka, w latach 1986–1988 ministra rozwoju międzynarodowego. Z zawodu tkaczka.

## Życiorys
Jest córką litografa Pedera Håkona Jarla Hansena (1890–1986) i Sigrid Berger (1898–1994). W latach 1948–1949 była przewodniczącą młodzieżówki Norweskiej Partii Komunistycznej w okręgu Rogaland. W latach 1950–1954 uczęszczała do Państwowej Akademii Rzemiosła i Przemysłu Artystycznego. W latach 1949–1970 pracowała zawodowo jako tkaczka, od 1968 do 1970 była instruktorką tkactwa w Ugandzie. W latach 1971–1972 pracowała dla Ruchu Europejskiego, a następnie  dla organizacji charytatywnych.
W latach 1973–1977 była radną dzielnicy Oslo, Vestli. Od 1973 do 1975 była członkinią komisji Partii Pracy ds. transportu, a następnie do 1989 – partyjnej komisji bezpieczeństwa międzynarodowego i obrony. W latach 1982–1984 i w 1986 była członkinią Biura ds. Importu z Krajów Rozwijających się, a w latach 1984–1986 – Rady ds. Pomocy Rozwojowej. 9 maja 1986 powołana na urząd ministra rozwoju międzynarodowego w drugim rządzie Gro Harlem Brundtland, funkcję tę pełniła do 13 czerwca 1988. W latach 1988–1990 należała do Rady ds. Pozyskiwania Funduszy dla Organizacji Charytatywnych działającej przy Norsk Rikskringkasting. W latach 2000–2004 była ławnikiem w sądzie miejskim w Oslo, jednocześnie w latach 2000–2001 była liderką oddziału Ruchu Europejskiego w Oslo.
Od 1951 była żoną Leifa Vetlesena (1921–2003), marynarza i działacza społecznego. Autorka książek o tematyce pomocy międzynarodowej oraz przyrodniczej, w tym pięciu książek dla dzieci.
Zmarła 21 sierpnia 2024.